# 岩手缶詰
岩手缶詰株式会社（いわてかんづめ、登記社名: 岩手罐詰株式会社）は、岩手県釜石市に本社をおく、缶詰食品中心の製造企業。

## 沿革
- 1941年12月29日 - 農林省の指導により岩手県下6社が合併、岩手県缶詰株式会社を設立。
- 1947年 - 岩手缶詰株式会社に社名変更。
- 1987年 - 果実酒類製造免許を取得。
- 1997年 - 盛岡工場にレトルト食品工場を新設。
- 2001年 - 宮古工場が対米輸出水産加工施設認定（HACCP）を受ける。
- 2005年 - 大船渡冷凍食品工場・細浦冷凍食品工場がISO 9001を取得。
- 2006年 - 盛岡工場・岩手町工場がISO 9001を取得。
- 2008年 - 滝沢市に製品倉庫新設。
- 2009年 - 岩手町工場敷地内にゼリー工場、紫波農園敷地内に直売所をそれぞれ新設。
- 2011年 - 東日本大震災により大船渡の2工場が全壊。盛岡工場に併設されていたレトルト食品工場を渋民工場に移転。
- 2012年 - 大船渡市大船渡町に大船渡冷凍食品工場を復活。
- 2013年 - 盛岡工場にパスタ工場を新設。
- 2015年 - 本社を市営釜石ビル2階に移転。
- 2016年 - 釜石工場を釜石市浜町に新設。
- 2017年 - サンマの不漁を理由に、宮古工場を休止[2][3][4]。

## 製造商品の受賞
- 第25回缶詰品評会（1998年）
「はごろも さんま甘露煮缶詰」 - 日本缶詰協会会長賞を受賞。
- 第27回缶詰品評会（2000年）
「はごろも 魚肉野菜煮」 - 日本缶詰協会会長賞を受賞。
- 第28回缶詰品評会（2001年）
「日本水産 オイルサーディン」 - 農林水産大臣賞を受賞。
- 第30回缶詰品評会（2003年）
「ブルーベリージャム」 - 農林水産省総合食料局長賞を受賞。
「あけぼの さんま蒲焼(炭火焼)」 - 日本缶詰協会会長賞を受賞。
「あけぼの つくね味付」 - 日本缶詰協会会長賞を受賞。
- 第25回レトルト食品品評会（2004年）
「ニッスイ・鍋スープシリーズ」 - 日本包装技術協会長賞を受賞。

## 事業所
本 社
岩手県釜石市浜町1-2-1
東京支社
東京都中央区銀座1-3-1富士屋ビル5F
商品開発部
岩手県盛岡市下太田沢田8-12
盛岡事業所
岩手県紫波郡紫波町小屋敷字焼野 82-1

## 工場
- 盛岡工場 
  - 岩手県盛岡市下太田沢田8-12
- 渋民工場 
  - 岩手県盛岡市芋田字上武道170-1
- 岩手町工場 
  - 岩手県岩手郡岩手町川口4-12-3
- 釜石工場 
  - 岩手県釜石市浜町2-1-15
- 大船渡冷凍食品工場 
  - 岩手県大船渡市大船渡町笹崎162

## 休止、または閉鎖された工場
- 細浦冷凍食品工場
  - 岩手県大船渡市末崎町峰岸148-4
    - 東日本大震災による津波被災で閉鎖
- 宮古工場 
  - 岩手県宮古市藤原上町1-19
    - 2017年11月休止[2][3][4]。

## その他
キャッチコピー
- 「岩手には眠っている美味しさがある」